# 山田哲也 (写真家)
山田 哲也（やまだ てつや）は、東京都出身の日本の写真家。
東京デザイナー学院映像・グラフィックデザイン学科卒業。
グラフィックデザイナーとして大日本印刷に入社。
2005年　商業カメラマンに転身。
雑誌、カタログ、Webを中心にファッション、ビューティー、フード、インテリア、カルチャー、など幅広く活動。
2008年　ビューティー写真をメインとした個展「Beauty Face」開催